# 社会主义有点潮

《社会主义有点潮》节目标识

社会主义有点潮是一档以演播厅访谈的形式宣讲社会主义发展历史的电视节目，由中共湖南省委宣传部委托湖南教育电视台制作。节目共分六期，每期40分钟。 该节目于2017年10月9日23点50分在湖南卫视首播，中国教育电视台、湖南教育电视台随后播出，网络播放平台则为人民网和芒果TV。

## 制作
该节目的制作是中共湖南省委宣传部为迎接中共十九大组织开展的“社会主义‘有点潮’”系列主题活动的一部分，节目的名称也来源于此。但这种提法并非湖南省首创。早在2016年5月，长安街读书会、团中央“青年之声”学习服务联盟、中国人民大学出版社、中信出版社就在清华大学联合举办了“社会主义有点潮——重读马克思，登大道之行”主题论坛。之后，中国大陆的一些高校开展了“社会主义有点潮”主题团日活动。另外在节目选题论证中，节目组还征集到“社会主义潮得很”“社会主义真的潮”“社会主义真潮哇”等节目名称。虽然“潮”在中国一些地方带有贬义，但湖南省委宣传部副部长肖君华撰文认为：“人们特别是青年学生越来越倾向用“有点潮”来形容和评价新鲜和美好的事物，彰显的态度是鲜明的、肯定的、善意的，也是具有坚实学理支撑的。”
节目筹备制作时，湖南教育电视台理论部主任、节目制片人赵超军得到一些业内老专家的意见，认为这个题目“不好，不严谨”。但这个标题得到了肖君华的大力支持，肖告诉赵超军说：“就是这个题目，其他的什么都能商量，这个题目不能改，年轻人喜欢。” 赵超军本打算把节目放在各个高校中录制，但这样一来每次都要搭建一个新演播厅，成本太高。于是节目组转而在湖南教育电视台搭建了面积为600平方米的演播厅，能容纳120人。节目组前期向社会征集了12套演播厅方案，最终采用了蓝色的主色调。舞台上有一名主持人和3名嘉宾。每期节目40分钟，实际录制时间约为2.5小时。前几集节目的内容主要按照事先确定好的脚本进行，到了后几集临时发挥的内容占比增大。

## 分集内容
- 第一集：乌托邦是座什么岛？
- 第二集：《共产党宣言》是一本什么书?
- 第三集：阿芙乐尔号为什么开炮？
- 第四集：南湖的红船为什么能破浪前行?
- 第五集：中国特色社会主义特在哪？
- 第六集：中国梦是个什么梦？

## 影响
2017年10月23日，《社会主义“有点潮”》被中国共产党十九大新闻中心官网和十九大新闻中心官方微信公众号重点推送，并在许多记者的下榻地北京梅地亚中心一层大厅播映。
湖南省委宣传部在节目播出后组织了《社会主义“有点潮”》主讲嘉宾进高校宣讲活动，首场活动于10月31日在湖南大学举行。
2017年12月9日，由湖南省委宣传部副部长肖君华主持的《社会主义‘有点潮’》进高校研讨会在南华大学西苑办公室二楼视频会议室召开，人民出版社负责人、湖南教育电视台负责人、湖南省24所高校马克思主义学院负责人和教师代表等70余人参加会议。
2018年1月7日，中国大陆第一家专门从事“社会主义有点潮”的研究与咨询服务智囊机构——“社会主义有点潮”研究中心在长沙理工大学马克思主义学院成立，该中心致力于“更好推进习近平新时代中国特色社会主义思想以及《社会主义有点潮》电视理论片进教材、进课堂、进头脑。” 不过多维新闻的评论质疑该中心更像是一个“空壳”，很可能是在中国常见的套取科研经费和扩充人才编制的学术腐败手法。此外，湖南省组织在全省范围内对《社会主义“有点潮”》的学习、宣传、研究，也是地方的政绩工程，会给湖南省教育宣传系统，尤其是广大师生造成额外的负担。